# Aslockton
Aslockton är en civil parish i Storbritannien. Den ligger i grevskapet Nottinghamshire i riksdelen England. Den ligger 170 km norr om huvudstaden London.

## Toponymi
Orten finns omnämnd i Vilhelm Erövrarens jordebok Domesday Book från 1085-1086, då som Aslachetone. Namnet antas innehålla ett fordnnordiskt namn, Aslakr och det fornengelska ordet tūn, som kan betyda motsvarande "tun", "inhägnad", "bondgård", "by", "egendom" etc, vilket skulle ge ortsnamnet betydelsen "Aslakrs tun".